# Lijst van Nederlandse transplantatiecentra
Deze lijst bevat alle transplantatiecentra in Nederland met daarin aangegeven welke transplantatie wordt uitgevoerd. Alleen de academische ziekenhuizen mogen transplantaties uitvoeren van organen bij patiënten die een donororgaan nodig hebben. De overheid bepaalt of een ziekenhuis ook andere organen mag transplanteren. Alle Nederlandse ziekenhuizen mogen weefsels transplanteren.
| Legenda | Legenda |
| ------- | ------- |
| Ja      | Nee     |

| Naam ziekenhuis                                   | Plaats     | Nier | Hart | Longen | Lever | Alvleesklier | Dunne darm |
| ------------------------------------------------- | ---------- | ---- | ---- | ------ | ----- | ------------ | ---------- |
| Academisch Medisch Centrum (AMC)                  | Amsterdam  | Ja   | Nee  | Nee    | Nee   | Nee          | Nee        |
| Vrij Universiteit medisch centrum (VUmc)          | Amsterdam  | Ja   | Nee  | Nee    | Nee   | Nee          | Nee        |
| Universitair Medisch Centrum Groningen (UMCG)     | Groningen  | Ja   | Ja   | Ja     | Ja    | Ja           | Ja         |
| Maastricht Universitair Medisch Centrum+ (MUMC+)  | Maastricht | Ja   | Nee  | Nee    | Nee   | Nee          | Nee        |
| Radboud Universitair Medisch Centrum (Radboudumc) | Nijmegen   | Ja   | Nee  | Nee    | Nee   | Nee          | Nee        |
| Erasmus Medisch Centrum (Erasmus MC)              | Rotterdam  | Ja   | Ja   | Ja     | Ja    | Nee          | Nee        |
| Universitair Medisch Centrum Utrecht (UMCU)       | Utrecht    | Ja   | Ja   | Ja     | Nee   | Nee          | Nee        |
| Leids Universitair Medisch Centrum (LUMC)         | Leiden     | Ja   | Nee  | Nee    | Ja    | Ja           | Nee        |

1. ↑  Alle transplantatiecentra. Nederlandse Transplantatie Stichting. Gearchiveerd op 2 september 2018. Geraadpleegd op 2 september 2018.